# Pierre Garin
Pierre Garin, de son vrai nom Pierre Étienne Marcel Petit, est un acteur français né le 31 mars 1925 à Paris et mort le 15 août 1986 à Ajaccio, ancien élève du Conservatoire national supérieur d'art dramatique et spécialisé dans le doublage. Il est entre autres la célèbre voix du capitaine Dobey dans la série Starsky et Hutch.

## Filmographie

### Télévision
- 1959 : En votre âme et conscience, épisode : Le Secret de Charles Rousseau de Jean Prat
- 1959 : Poison d'eau douce (Les Cinq Dernières Minutes) de Claude Loursais
- 1967 : Lagardère : Escobar
- 1969 : D'Artagnan, chevalier du roi : Milano
- 1970 : La Hobereaute : Le sergent, Rasibus

## Doublage
Cinéma
- Herbert Lom dans :
  - Le Retour de la panthère rose (1975) : Inspecteur Charles Dreyfus
  - Quand la panthère rose s'emmêle (1976) : Ex-commissaire divisionnaire Charles Dreyfus
  - La Malédiction de la panthère rose (1978) : Inspecteur principal Charles Dreyfus
  - À la recherche de la panthère rose (1982) : Inspecteur en chef Charles Dreyfus
- Clifton James dans :
  - Vivre et laisser mourir (1973) : Shérif J.W. Pepper
  - L'Homme au pistolet d'or (1974) : Shérif J.W. Pepper
  - Terreur sur le Britannic (1974) : Corrigan
- Fortunato Arena dans :
  - Hercule contre Moloch (1963) : l'instructeur des gladiateurs
  - Cinq Hommes armés (1969) : l'officier à cheval commandant le peloton d'exécution
- David Huddleston dans :
  - Le Shérif est en prison (1974) : Olson Johnson
  - Deux super-flics (1977) : Capitaine McBride
- Bud Spencer dans :
  - L'Embrouille (1977) : Charleston
  - Faut pas pousser (1980) : Shérif Bud Scott
- 1948[2] : Le Fils du désert : Buck « Perley » Sweet (Ward Bond)
- 1960 : La Longue Nuit de 43 : un militant et ami d'Aretusi au café (Nino Musco)
- 1961 : Hercule contre les vampires : Sunis (Aldo Padinotti)
- 1961 : Mary la rousse, femme pirate : le pirate mangeant une grappe de raisin (Bruce Scipioni)
- 1962 : Le Secret des valises noires : [Qui ?]
- 1962[3] : Jules César contre les pirates : Akim (Aldo Cecconi) et un maître d'équipage[Qui ?]
- 1963 : Une certaine rencontre : Carlos, l'acolythe de l'avorteuse (Frank Marth)
- 1963 : Le Lion de Saint-Marc : Vipera le pirate (Franco Fantasia)
- 1963 : La Révolte des Indiens Apaches : Bill Jones (Walter Barnes)
- 1963 : Mercredi soir, 9 heures... : Sam Jones (Steve Clinton)
- 1963 : Le Manoir maudit : l'inspecteur[Qui ?]
- 1963 : La Souris sur la Lune : un astronaute américain (Bill Edwards)
- 1964 : Spartacus et les dix gladiateurs : Cimbro (Milton Reid)
- 1964 : Le Brigand de la steppe : un des trois soldats de l'embuscade[Qui ?] et un Tartare du campement[Qui ?]
- 1964 : Parmi les vautours : Bill (Mirko Kraljev)
- 1964 : Lady détective entre en scène : George Rowton (Maurice Good)
- 1964 : Le Bataillon des lâches : le soldat Jones (Charles Horvath)
- 1964 : Ursus l'invincible : le geôlier d'Ursus[Qui ?]
- 1964 : La Rolls-Royce jaune : le serveur de l'hôtel italien (George Roderick)
- 1964 : L'Homme à tout faire : Fred (Steve Brodie)
- 1965 : La Déesse de feu : le capitaine des gardes (John Maxim)
- 1965 : Darling : Leslie Page (Brian Moorehead)
- 1965 : Le Trésor des montagnes bleues : David « Luke » Lucas (Klaus Kinski)
- 1965 : Le Mors aux dents : Harley Williams (Warren Oates)
- 1965 : Les Tueurs de San Francisco : l'inspecteur Frank Kane (Steve Mitchell)
- 1965 : 36 Heures avant le débarquement : le sergent MP de garde (John Dennis) et le Lt-cmdr Perkins (John Hart)
- 1965 : Sherlock Holmes contre Jack l'Éventreur : Chunky (Terry Downes)
- 1966 : Django : Général Hugo Rodriguez (José Bódalo)
- 1966 : Django tire le premier : le shérif (Marcello Tusco)
- 1966 : Les Plaisirs de Pénélope : le chauffeur de Taxi au cigare[Qui ?]
- 1966 : 4 dollars de vengeance : Pedro (Tomás Torres)
- 1966 : Johnny Yuma : Hans Vander Oder (Gianni Solaro) et Charlie (Luciano Bonanni)
- 1966 : Mon nom est Pécos : l'homme de main de Kline aux bretelles (Gigi Montefiori)
- 1966 : La Vengeance de Ringo : Fidel (Armando Calvo)
- 1966 : On a volé la Joconde : le voleur de tableaux (Renzo Palmer)
- 1966 : Les Russes arrivent : Marvin, le patron du bar (Laurence Haddon)
- 1967 : Le Retour de Django : Clay Ferguson (Daniele Vargas)
- 1967 : L'Espion au chapeau vert : Benjamin Lüger (Vincent Beck)
- 1967 : Le Point de non-retour : l'homme au fusil (James Sikking)
- 1967 : Le Justicier de l'Arizona : Sam Boone (Henry Wills), Dawson, l'acolyte de Sutton[Qui ?] et un paysan mexicain[Qui ?]
- 1967 : La Guerre des cerveaux : Briggs (Lawrence Montaigne)
- 1968 : Le Démon des femmes : Mike (Robert Ellenstein)
- 1968 : Aujourd'hui ma peau, demain la tienne : un joueur de cartes[Qui ?]
- 1968 : Espions en hélicoptère : Carl (Roy Jenson)
- 1969 : Une corde, un Colt... : Valee (Ivano Staccioli)
- 1969 : Django le Bâtard : voix secondaires
- 1969 : L'Oiseau au plumage de cristal : un adjoint de Morosini[Qui ?]
- 1969 : Les pistoleros de l'Ave Maria : Miguel (José Manuel Martin)
- 1969 : Au paradis à coups de revolver : Ned Hunter (Roger Perry)
- 1969 : Cinq Hommes armés : le crieur de foire à la grosse caisse (Dan Sturkie)
- 1969 : Stiletto : Watson[Qui ?]
- 1970 : Django arrive, préparez vos cercueils : l'aubergiste (Luigi Bonos)
- 1970 : La Seconde Mort d'Harold Pelham : Henry, le chercheur scientifique (Aubrey Richards)
- 1970 : Les Inconnus de Malte : le policier conduisant Ann-Marie au commissariat (David Lodge)
- 1970 : Un beau salaud : John Wesley Hardin (Jack Elam)
- 1971 : Le Corsaire noir : Capitaine Montbarque (Gustavo Re)
- 1971 : Doc Holliday : Bartlett (John Scanlon)
- 1971 : Un homme à respecter : le boucher (Romano Puppo)
- 1971 : Priez les morts, tuez les vivants : Sam, le mexicain (Mario Dordanelli)
- 1971 : Un homme nommé Sledge : le directeur de la prison (Riccardo Garrone)
- 1971 : Pigeon d'argile : le capitaine de Police (John Marley)
- 1972 : Far West Story : un chasseur de primes[Qui ?]
- 1973 : L'Or noir de l'Oklahoma : Noble « Mase » Mason (George C. Scott)
- 1973 : Opération Dragon : un flic de Los Angeles (Mickey Caruso)
- 1973 : Pat Garrett et Billy le Kid : John W. Poe (John Beck)
- 1973 : Woody et les Robots : un agent de sécurité[Qui ?]
- 1973 : Soleil vert : Sergent Kulozik (Mike Henry) et le garde obèse assis dans l'escalier de l'immeuble (Pat Houtchens)
- 1973 : Le Fauve : Heavy (Irving Selbst)
- 1973 : Un flic hors-la-loi : un homme de la Camorra à la salle de billard[Qui ?]
- 1973 : Les Cordes de la potence : Pee Wee Simser (Rayford Barnes)
- 1973 : Le Voleur qui vient dîner : Frank (Warren Munson) et un responsable du musée (J.E. Hutcheson)
- 1974 : Le Voyage fantastique de Sinbad : Abdul (John D. Garfield)
- 1974 : Un justicier dans la ville : Hank (Jack Wallace)
- 1974 : Un colt pour une corde : le shérif Henry Gifford (Jack Warden)
- 1975 : Les Dents de la mer : Ben Gardner (Craig Kingsbury) (1er doublage)
- 1975 : Le Bagarreur : Speed (James Coburn)
- 1975 : Brannigan : Le capitaine Moretti (Ralph Meeker)
- 1975 : Doc Savage arrive : Kulkan (Carlos Rivas)
- 1975 : Un génie, deux associés, une cloche : le joueur de Poker (Karl Braun)
- 1975 : La Chevauchée sauvage : Monsieur (Ben Johnson)
- 1975 : La Route de la violence : Duane Haller (Slim Pickens)
- 1976 : L'inspecteur ne renonce jamais : L'opérateur du pont (Stan Richie)
- 1976 : Missouri Breaks : un invité de Braxton[Qui ?]
- 1976 : Josey Wales hors-la-loi : Bill Anderson (John Russell)
- 1976 : Gator de Burt Reynolds : Donahue (Rick Allen)
- 1977 : Les Duellistes : Fouché (Albert Finney)
- 1977 : The greatest : Angelo Dundee (Ernest Borgnine)
- 1978 : Ces garçons qui venaient du Brésil : Sidney Beynon (Denholm Elliott)
- 1978 : F.I.S.T. : Max Graham (Peter Boyle)
- 1978 : La Taverne de l'enfer : Franckie la Tabasse (Terry Funk)
- 1978 : L'Empire de la passion : Kurazo (Rin'Ichi Yamamoto) et un invité du banquet à la taverne[Qui ?]
- 1978 : Les Enfants de la rivière : Archie l'Ours blanc (David Tomlinson) et un rat nageant[Qui ?]
- 1979 : Rocky 2 : La Revanche : Le directeur de l'abattoir (Frank McRae)
- 1979 : C'était demain : Inspecteur Gregson (Laurie Main)
- 1979 : Le Shérif et les Extra-terrestres : le marchand de glaces (Amedeo Leurini)
- 1979 : Yanks : le patron du bistrot[Qui ?]
- 1979 : Le Putsch des mercenaires : Brinsley (Joe Stewardson)
- 1980 : Cabo Blanco : Gunther Beckdorff (Jason Robards)
- 1980 : The Blues Brothers : Burton Mercer (John Candy)
- 1980 : Les Loups de haute mer : le commentateur radio de la météo marine[Qui ?]
- 1980 : Bronco Billy : le policier surveillant du sanatorium (Lloyd Nelson)
- 1980 : La Fureur sauvage : Henry Frapp (Brian Keith)
- 1980 : Faut s'faire la malle : Directeur Walter Beatty (Barry Corbin)
- 1980 : Garçonne : le videur (Glen Fyfe)
- 1980 : L'Impossible Témoin : Carmine (Jude Farese)
- 1980 : Cobra : un homme de Kandinsky (Enzo G. Castellari) et le videur de la boîte L'Astoria (Giovanni Bonadonna)
- 1981 : Les Aventuriers de l'arche perdue : Major Eaton (William Hootkins)
- 1981 : L'Arme à l'œil : un agent des renseignements anglais[Qui ?]
- 1982 : Rocky 3 : L'Œil du tigre : Clubber Lang (Mr. T)
- 1982 : Dément : le détective Burnett (Gordon Watkins)
- 1983 : Octopussy : le général U.S. (Bruce Boa)
- 1983 : Flashdance : Jack Mawby (Ron Karabatsos)
- 1984 : Il était une fois en Amérique : Officier « Face de pet » Whitey (Richard Foronjy) (1er doublage)
- 1984 : 9 semaines 1/2 : le vendeur de poules (Michael P. Moran)

Films d'animation
Les dates en italique correspondent aux sorties initiales des films dont Pierre Garin a assuré le redoublage.
- 1939 : Les Voyages de Gulliver : Roi Bombo
- 1940 : Pinocchio : Stromboli
- 1941 : Dumbo : Corbeau
- 1968 : Astérix et Cléopâtre : ?
- 1978 : Le Petit Âne de Bethléem : le commissaire-priseur

Téléfilms
- 1975 : Le Triangle du Diable : Pagnolini (Michael Conrad)
- 1984 : La Guerre des casinos : Jack Madrid (James Earl Jones)

Séries télévisées
- Victor French dans :
  - La Petite Maison dans la prairie : Isaiah Edwards (voix de remplacement)
  - Les Routes du paradis : Mark Gordon (1re voix)
- 1975-1979 : Starsky et Hutch : Capitaine Harold Dobey (Bernie Hamilton)
- 1976-1977 : Isaura : Miguel (Átila Iório)
- 1976 : Moi Claude empereur : Macron (John Rhys-Davies)
- 1980 : Shogun : Johann Vinck (George Innes)
- 1984 : Les Derniers Jours de Pompéi : Olinthus (Brian Blessed)
- 1985 : Inspecteur Derrick : Anton Hoppe (Hans Helmut Dickow (de)) (ép. 145 : L'imagination d'Helga)

Séries télévisées d'animation
- 1967-1968 : Les Quatre Fantastiques : Ben Grimm dit « la Chose »
- 1978-1979 : Albator, le corsaire de l'espace : Vilak (Hidekatsu Shibata)
- 1983-1984 : Les Maîtres de l'univers : Maskor / Zodac / Etor
- 1983-1984 : Les Mystérieuses Cités d'or : Gaspard
- 1985-1986 : Jayce et les Conquérants de la lumière : Diskor

## Théâtre
- 1949 : Le Bossu de Paul Féval et Anicet Bourgeois, mise en scène Jean-Louis Barrault, Théâtre Marigny
- 1950 : Les Princes du sang de Jean-François Noël, mise en scène Raymond Hermantier, Théâtre des Célestins
- 1956 : Don Carlos de Frédéric Schiller, mise en scène Raymond Hermantier, Théâtre du Vieux-Colombier
- 1957 : Meurtre dans la cathédrale de Thomas Stearns Eliot, mise en scène Jean Vilar, TNP Festival d'Avignon
- 1958 : Les Caprices de Marianne d'Alfred de Musset, mise en scène Jean Vilar, TNP Festival d'Avignon
- 1958 : Lorenzaccio d’Alfred de Musset, mise en scène Gérard Philipe, TNP Festival d'Avignon
- 1958 : Marie Tudor de Victor Hugo, mise en scène Jean Vilar, TNP Festival d'Avignon
- 1959 : L'Affaire des poisons de Victorien Sardou, mise en scène Raymond Gérôme, Théâtre Sarah Bernhardt
- 1960 : Ex-Napoléon de Nino Frank et Paul Gilson, mise en scène Jean-Jacques Aslanian et Jean Collomb, Festival d'Arras
- 1961 : Gengis Khan de Henry Bauchau, mise en scène Ariane Mnouchkine
- 1964 : Vénus ou L'Amour forcé de Pol Gaillard, mise en scène Jean-Jacques Aslanian, Théâtre de Plaisance
- 1964 : Jules César de William Shakespeare, mise en scène Raymond Hermantier, Festival de Lyon, Théâtre Sarah-Bernhardt
- 1967 : L'erreur est juste de Jean Paxet, mise en scène Christian-Gérard, Théâtre des Arts
- 1969 : la Hobereaute de Jacques Audiberti, mise en scène Georges Vitaly, Hôtel de Béthune-Sully
- 1977 : Pygmalion de George Bernard Shaw, mise en scène Raymond Gérôme, Théâtre de Paris